# Tom Kines
Tom Kines (* 3. August 1922 in Roblin/Manitoba; † 1. Februar 1994 in  Ottawa) war ein kanadischer Folksänger, Volksmusiksammler und Multiinstrumentalist.

## Leben und Wirken
Kines begann im Alter von fünf Jahren öffentlich zu singen und hörte die ersten Volkslieder von seinem irischen Großvater. Als Jugendlicher spielte er in verschiedenen lokalen Blas- und Tanzkapellen. Sein Studium an der University of Manitoba wurde durch den Ausbruch des Zweiten Weltkrieges unterbrochen. Er diente bei der Royal Canadian Navy in Nordirland und war nach dem Krieg in Ottawa im Vorstand der Royal Canadian Legion.
1949 gehörte er zu den Gründungsmitgliedern der Tudor Singers of Ottawa, denen er bis 1961 angehörte. Dieses war spezialisiert auf Lieder des Elisabethanischen Zeitalters. Daneben trat er als Solist in Produktionen der Ottawa Choral Society, der Toronto Bach Society, des Montreal Bach Choir und der Orpheus Operatic Society of Ottawa (in Opernrollen von Gilbert und Sullivan) auf. Dreißig Jahre lang wirkte er außerdem als Kirchensänger.
Bekannt jedoch wurde er vor allem als Folksänger. Er trat bei Konzerten in  Montreal und Stratford/Ontario, beim Rundfunk der CBC und beim Mariposa Folk Festival auf, wirkte in den Kinderserien The Song Shop und Magic in Music im Fernsehen der CBC mit, und Komponisten wie Maurice Blackburn, Robert Fleming, Eldon Rathburn und William France arrangierten für ihn Songs mit Klavierbegleitung. Im Rundfunk der CBC moderierte er die Programme Puttin’ On the Style (1959), The Song Pedlar (1960–70) und Folk Fair (1977–79) und interviewte Musiker wie Edith Fowke, Helen Creighton, O. J. Abbott und Kenneth Peacock.
1960 erschien sein Debütalbum Maids and Mistresses. Im Folgejahr war er Solist bei einer Japantournee des Montreal Bach Choi. 1962 trat er mit Alan Mills, Hélène Baillargeon und anderen in einem Folk-Programm in der New Yorker Town Hall auf. In den 1960er und 1970er Jahren gab er für die Sasketchewan Junior Concert Society und die Eastern Ontario Libray Association mehr als siebzig Konzerte, bei denen er sich mit der Gitarre, Laute, Autoharp, dem Appalachian dulcimer, der Blockflöte und anderen Instrumenten begleitete.
Seine Kantate Prairie Sailor stellte Kines aus Folk-Melodien mit eigenen Texten zusammen. Sie wurde von Robert Fleming für Männerchor arrangiert und 1970 beim CBC Summer Festival mit ihm als Solist und Fleming als Dirigent uraufgeführt. 1964 erschien seine Anthologie Songs from Shakespeare's Plays and Popular Songs of Shakespeare's Time. Von 1966 bis 1987 war er Direktor der humanitären Organisation CARE Canada. Auch Reisen in dieser Funktion (u. a. nach Uganda, Somalia und Lateinamerika) nutzer er, um Volkslieder und -instrumente der Regionen zu sammeln. Auch nach 1987 förderte er weiter der Volksmusikforschung und gab Aufnahmen kanadischer traditioneller Sänger heraus. Sein Nachlass an Instrumente, Büchern, Manuskripten und Aufnahmen befindet sich im Besitz der Carleton University.